# Félix Le Dantec
Felix Le Dantec (Plougastel-Daoulas, 16 gennaio 1869 – Parigi, 7 giugno 1917) è stato un biologo e filosofo materialista francese.
«Le teorie dualistiche sono vecchie come il mondo; il monismo è al contrario molto recente ed è stato attaccato dalla nascita per ragioni che attengono alla pigrizia intellettuale tanto quanto l'abuso della logica sentimentale. Sostengo che il monismo è recente, sebbene gli avversari lo confondano volentieri in una stessa riprovazione con il materialismo degli antichi, e, in realtà, il monismo d'alcuni monisti attuali non si lascia facilmente separare dal materialismo, di cui ha ripreso le affermazioni metafisiche, inaccessibili all'esperienza» .
È con queste parole che Felix Le Dantec apre il § 30, il secondo della Terza Parte del suo L'atheisme, intitolata L'ateismo scientifico o monismo, nella quale egli, dopo le analisi svolte nelle prime due Parti, passa ad enunciare la sua proposta filosofica.

## Biografia
Figlio di un medico, il giovane Felix nasce nel 1869 in una paesino della Bretagna. Studia a Brest, quindi a Parigi, al liceo Janson de Sailly, e a 16 anni entra alla École Normale Supérieur laureandosi poi in medicina. 
Insegna per un certo tempo a Brest, quindi emigra in Brasile dove fonda un Institut Pasteur locale. 
Rientrato in Francia, insegna dapprima a Lione poi a Parigi dove viene creata per lui una cattedra di embriologia generale, raggiungendo fama e successo con i suoi libri di carattere scientifico e filosofico. 
Muore nel giugno del 1917 al colmo della fama di docente, scrittore e pubblicista brillante. 
Poco dopo il suo allievo Jacques Moreau ne celebra la figura di scienziato e filosofo, illustrandone le tesi con il saggio L'œuvre de Félix Le Dantec, La méthode scientifique, les lois biologiques, les horizons phlilosophiques (edito da Larousse).

## Pensiero

### Ateismo radicale
Un ateismo radicale quello di Le Dantec, che egli ricava da Claude-Adrien Helvétius, d'Holbach e Laplace (ma senza mai citarli) nei suoi fondamenti deterministici e monistici. 
Un ateismo che, per altro, trova le sue basi nell'anticlericalismo della cultura positivistica francese dell'800, che cerca di colpire la credenza in Dio nel suo fondamento irrazionalistico, come avevano già fatto gli Illuministi. 
Le Dantec è anche biologo di un certo rilievo, con spiccate simpatie verso l'evoluzionismo di Lamarck e non per quello di Darwin (in quanto considerato troppo indeterministica) 
Oggi quasi unicamente ricordato per il citato saggio L'atheisme, già in Le conflit, Entretiens philosphiques (del 1901) aveva posto le premesse per il suo ateismo monistico e deterministico su base biologica.
La filosofia atea di Le Dantec è l'espressione di un materialismo monistico e deterministico assoluto, che affonda le sue radici nel materialismo meccanicistico del Settecento.

### Prima parte
Tutta la parte prima de L'atheisme è dedicata alla confutazione della credenza in Dio, considerata il retaggio di stratificazioni culturali superstiziose, così concludendo: 
« Ecco ancora un'opinione d'ateo, sapere che il pensiero scaturisce da un meccanismo determinato; non credo alla libertà, e ciò è fondamentale in me; come potrei dunque farmi comprendere da un credente dotato di libertà assoluta per il fatto stesso d'essere credente? » 
La negazione del libero arbitrio e il necessitarismo assoluto su base biologica sono il risultato della ritraduzione dello stesso atteggiamento che già fu di D'Holbach, ma con una serie di considerazioni relative alle nozioni sul vivente proprie della fine del XIX secolo. 
Egli ribadisce: « La presenza di atei dimostra semplicemente che le prove dell'esistenza di Dio non valgono nulla. Sono valide per quelli che credono, e che, di conseguenza, non ne hanno bisogno, ma senza effetto per coloro che non credono; è addirittura molto imprudente fornire prove, poiché un ateo, ritenendole insufficienti, si sentirà, proprio per questo, maggiormente autorizzato a proclamarsi ateo.» 
Negato ogni valore alle prove dell'esistenza di Dio sia su base morale , storica  e fisico-cosmologica  Le Dantec passa  a confutare il concetto di "caso", considerato irreale ed inesistente, ribadendo il dominio assoluto della necessità nei termini già posti anche da Laplace, negando ogni finalismo provvidenzialistico. 
Favorevole al lamarckismo e diffidente verso il darwinismo egli scrive: 
«Arrivo infine al Dio Caso dei darwinisti. Basta riflettere un attimo per vedere che la selezione naturale agisce come il tubo di acido malico dell'esperienza di Pfeffer, con questa differenza che è una proprietà della vita stessa che è la causa della selezione degli esseri viventi. Questa proprietà, questa legge, è la legge della continuità necessaria delle stirpi o eliminazione definitiva di quelli che sono morti senza posterità: bisogna d'altra parte, checché ne pensino i neodarwinisti, aggiungere a questa legge quella dell'ereditarietà dei caratteri acquisiti per spiegare la formazione delle specie.» 

### Seconda parte
La seconda parte (Conseguenze umane dell'ateismo) dell'opera affronta la posizione di Voltaire e il suo anti-ateismo contestandone le tesi, vedendo invece in Maupertuis e Diderot i precursori di un evoluzionismo che però egli, come si è visto, indirizza (contro Darwin) in deterministico e dove l'ereditarietà è sovrana. Scrive infatti: 
«Oggi, dotati per via ereditaria di una coscienza morale di cui non conosciamo esattamente l'origine, concepiamo agevolmente una società senza Dio; ma siamo lontani dal concludere che, prima dell'esistenza della coscienza morale, si sarebbe potuta formare una società senza sfruttare l'idea religiosa.» 
Vedendo nella paura l'origine della fede religiosa, a conclusione del capitolo IV, egli scrive: 
«Sbarazzato dal terrore vano per quanto riguarda l'avvenire, l'ateo logico deve attingere dalla sua coscienza morale un'immensa pietà per quelli dei suoi simili che tremano incessantemente davanti alla scadenza prossima. L'ateo logico non può avere né ambizioni, né odio, né fine remoto; la vita perde per lui molto del suo valore, poiché non crede al merito, ma non teme la morte;» 
L'insegnamento delle scienze  naturali costituisce per Le Dantec il miglior mezzo per sviluppare anche la cultura filosofica: 
«Studiare scientificamente la vita, è fare filosofia; è fare la sola filosofia che merita questo nome; e se si comincia con l'apprendere una filosofia già pronta, per occuparsi in seguito di Scienze naturali, se si comincia col definire sulla buona fede di autori preferiti, tutto ciò che è relativo alla vita, si mette il carro davanti ai buoi, pratica condannata dalla saggezza popolare.» 
Per quanto assertore della validità della concezione evoluzionistica Le Dantec non perdona a Darwin il fatto di ammettere mutazioni genetiche casuali e non necessitate, ribadendo: 
« E non sarà senza interesse dimostrare che Darwin, il fondatore o almeno il restauratore ed il volgarizzatore dell'evoluzionismo, ha adottato, tra i primi, il metodo difettoso che avrebbe impedito a questa dottrina di dare tutti i suoi frutti.» 
Allo scienziato inglese viene con ciò rimproverato l'errore di non inserire il suo concetto in un rigore scientifico che ammetta la conoscibilità rigorosamente deduttiva e non probabilistica dei fatti biologici.

### Terza parte
La Parte Terza de L'atheisme è quella in cui viene teorizzato l'ateismo scientifico su base monistica e necessitaristica. 
Ciò significa anche che per Le Dantec le parti hanno senso soltanto in quanto riferite a un tutto costituente la Natura nel suo insieme. Ma ciò che più gli preme è in ogni caso negare ogni dualismo materia-spirito. 
La sua concezione  privilegia quindi una materialistica e scientifica logica pura da contrapporre alla logica di sentimento, responsabile di una non-scienza che spinge immancabilmente verso la religione.
Nel § 33 viene così espressa l'essenza dell'ateismo scientifico: 
« La scienza umana è basata sulla constatazione, vecchia come la vita, del determinismo universale; è grazie a questo, che l'uomo può prospettare di scoprire le leggi dei fenomeni naturali, vale a dire di fissare delle formule che, nelle stesse condizioni, si verifichino sempre in tutti i fenomeni misurabili.» . 
L'inevitabile conclusione è: «Le cose sono come sono e non altrimenti.»  confermando un radicalismo proprio di un positivismo ottocentesco che vedeva nella necessità il principio dell'essere. 
Per l'ambiente culturale e sociale italiano il Félix Le Dantec pensatore è stato trascurato dalla storiografia filosofica. Una riproposizione del suo pensiero e una nuova esegesi dei suoi testi sarebbero utili alla sua conoscenza, fatti salvi tutti i limiti di un radicalismo monistico-necessitaristico oggi non più compatibile con la biologia più avanzata. La quale, non solo conferma Darwin, ma evidenzia elementi indeterministici che il Positivismo considerava inammissibili.

### Opere scientifiche
- La matière vivante 1895
- Le déterminisme biologique et la personnalité consciente. 1897
- L'individualité et l'erreur individualiste 1897
- Les lois naturelles 1901
- Les limites du connaissable 1902
- L'unité dans l'être vivant 1902
- Traité de biologie. 1903
- La lutte universelle 1906
- Introduction à la pathologie générale 1906
- De l'homme à la science 1907
- Théorie nouvelle de la vie
- De l'homme à la science 1908
- Science et conscience 1916
- L'égoïsme, seule base de toute société 1911
- La science et la vie 1912

### Opere filosofiche
- L'athéisme 1907
- Eléments de philosophie biologique 1911
- Contre la métaphisique 1912
- Savoir, Considérations sur la méthode scientifique 1914
- Science et conscience, Philosophie du XX siècle 1916

### Studi
- C. Pérez, Félix Le Dantec, Paris 1918
- G. Bonnet, La moral de Félix Le Dantec, Poitiers 1930
- A. Aliotta, Evoluzionismo e spiritualismo, Napoli 1948
- A. Diara, Sens et definition du mot espèce dans l'œvre biologique de Félix Le Dantec, in «Révue de Synthèse», 102, 1981